# Větrný mlýn (Lichnov)
Větrný mlýn holandského typu se nachází v obci Lichnov, okres Bruntál. V roce 1963 byl zapsán do Ústředního seznamu kulturních památek ČR.

## Historie
První písemné zmínky o větrném mlýnu pocházejí z roku 1736. Nachází se na zalesněném kopci Kukačka v nadmořské výšce 516 m. V roce 1995 opraven a zastřešen novou břidlicovou střechou. Mlýn je využíván jako rekreační objekt. 

## Popis
Větrný mlýn byla třípodlažní válcová omítaná zděná stavba holandského typu postavená z lomového kamene na kruhovém půdorysu. Okna nepravidelně umístěná. Stavba je zakončena kuželovou střechou krytou břidlicí.
| půdorys průměr [m] | výška [m] | zdroj       |
| ------------------ | --------- | ----------- |
| půdorys průměr [m] | výška [m] | [ 2 ] [ 4 ] |
| 10                 | 12        |             |